# Championnats de France de natation en petit bassin 2018
Navigation
Montpellier 2017 Angers 2019
Les Championnats de France de natation en petit bassin 2018 ont lieu à Montpellier du 15 au 18 novembre 2018. 

## Podiums

### Hommes
| Discipline       | Médaille d'or                                                                  | Performance    | Médaille d'argent                                                                       | Performance    | Médaille de bronze                                                                      | Performance    |
| Nage libre       |                                                                                |                |                                                                                         |                |                                                                                         |                |
| 50 m             | Yonel Govindin                                                                 | 21 s 62        | Maxime Grousset                                                                         | 21 s 67        | Mehdy Metella                                                                           | 21 s 84        |
| 100 m            | Tom Paco Pedroni                                                               | 47 s 81        | Charles Rihoux                                                                          | 47 s 98        | Yonel Govindin                                                                          | 48 s 19        |
| 200 m            | Jérémy Stravius                                                                | 1 min 43 s 28  | Roman Fuchs                                                                             | 1 min 44 s 62  | Jonathan Atsu                                                                           | 1 min 44 s 80  |
| 400 m            | Roman Fuchs                                                                    | 3 min 41 s 12  | David Aubry                                                                             | 3 min 43 s 00  | Joris Bouchaut                                                                          | 3 min 43 s 22  |
| 800 m            | David Aubry                                                                    | 7 min 36 s 45  | Joris Bouchaut                                                                          | 7 min 41 s 29  | Marc-Antoine Olivier                                                                    | 7 min 44 s 54  |
| 1 500 m          | David Aubry                                                                    | 14 min 32 s 78 | Joris Bouchaut                                                                          | 14 min 43 s 35 | Marc-Antoine Olivier                                                                    | 14 min 46 s 85 |
| Papillon         |                                                                                |                |                                                                                         |                |                                                                                         |                |
| 50 m             | Sergueï Comte                                                                  | 23 s 49        | Nicolas Vermorel                                                                        | 23 s 52        | Pierre Henry Arrenous                                                                   | 23 s 58        |
| 100 m            | Mehdy Metella                                                                  | 49 s 58        | Jérémy Stravius                                                                         | 50 s 40        | Nans Roch                                                                               | 51 s 09        |
| 200 m            | Nans Roch                                                                      | 1 min 53 s 76  | Clément Henry                                                                           | 1 min 57 s 27  | Jonathan Atsu                                                                           | 1 min 57 s 88  |
| Dos              |                                                                                |                |                                                                                         |                |                                                                                         |                |
| 50 m             | Jérémy Stravius                                                                | 23 s 27        | Stanislas Huille                                                                        | 24 s 30        | Paul-Gabriel Bedel                                                                      | 24 s 39        |
| 100 m            | Yohann Ndoye Brouard                                                           | 51 s 86        | Paul-Gabriel Bedel                                                                      | 52 s 01        | Stanislas Huille                                                                        | 52 s 54        |
| 200 m            | Yohann Ndoye Brouard                                                           | 1 min 52 s 78  | Geoffroy Mathieu                                                                        | 1 min 54 s 03  | Paul-Gabriel Bedel                                                                      | 1 min 54 s 26  |
| Brasse           |                                                                                |                |                                                                                         |                |                                                                                         |                |
| 50 m             | Jean Dencausse                                                                 | 27 s 29        | Antoine Viquerat                                                                        | 27 s 32        | Matthias Loth                                                                           | 27 s 34        |
| 100 m            | Jean Dencausse                                                                 | 58 s 54        | Thibaut Capitaine                                                                       | 58 s 62        | Antoine Viquerat                                                                        | 58 s 76        |
| 200 m            | Thibaut Capitaine                                                              | 2 min 04 s 93  | Antoine Viquerat                                                                        | 2 min 05 s 41  | Thomas Boursac Cervera Lortet                                                           | 2 min 09 s 88  |
| 4 nages          |                                                                                |                |                                                                                         |                |                                                                                         |                |
| 100 m            | Jérémy Stravius                                                                | 52 s 38        | Jean Dencausse                                                                          | 54 s 44        | Clément Bidard                                                                          | 54 s 45        |
| 200 m            | Jérémy Stravius                                                                | 1 min 56 s 98  | Théo Berry                                                                              | 1 min 57 s 92  | Clément Bidard                                                                          | 1 min 58 s 16  |
| 400 m            | Théo Berry                                                                     | 4 min 12 s 14  | Geoffrey Renard                                                                         | 4 min 12 s 79  | Émilien Mattenet                                                                        | 4 min 12 s 96  |
| Relais           |                                                                                |                |                                                                                         |                |                                                                                         |                |
| 4 × 50 m         | CN Marseille Oussama Sahnoune Yonel Govindin Mehdy Metella Nicolas Vermorel    | 1 min 26 s 69  | Amiens Métropole Natation Jérémy Stravius Alexandre Derache Mewen Tomac Maxime Grousset | 1 min 28 s 14  | Olympic Nice Natation Jérémy Desplanches Charles Rihoux Tom Paco Pedroni Jordan Pothain | 1 min 28 s 26  |
| 4 × 50 m 4 nages | CN Marseille Paul-Gabriel Bedel Jean Dencausse Nicolas Vermorel Yonel Govindin | 1 min 35 s 83  | Dauphins du TOEC Thomas Avetand Antoine Viquerat Jonathan Atsu Guillaume Guth           | 1 min 37 s 82  | Amiens Métropole Natation Mewen Tomac Mathieu Rothon Jérémy Stravius Alexandre Derache  | 1 min 37 s 97  |

### Femmes
| Discipline       | Médaille d'or                                                                | Performance    | Médaille d'argent                                                            | Performance    | Médaille de bronze                                                                            | Performance    |
| Nage libre       |                                                                              |                |                                                                              |                |                                                                                               |                |
| 50 m             | Mélanie Henique                                                              | 24 s 03        | Charlotte Bonnet                                                             | 24 s 16        | Marie Wattel                                                                                  | 24 s 34        |
| 100 m            | Charlotte Bonnet                                                             | 52 s 00        | Marie Wattel                                                                 | 52 s 39        | Béryl Gastaldello                                                                             | 53 s 34        |
| 200 m            | Charlotte Bonnet                                                             | 1 min 52 s 83  | Alizée Morel                                                                 | 1 min 56 s 30  | Joana Desbordes                                                                               | 1 min 58 s 10  |
| 400 m            | Charlotte Bonnet                                                             | 4 min 02 s 12  | Fantine Lesaffre                                                             | 4 min 07 s 55  | Joana Desbordes                                                                               | 4 min 11 s 87  |
| 800 m            | Fantine Lesaffre                                                             | 8 min 21 s 89  | Lara Grangeon                                                                | 8 min 30 s 81  | Alizée Morel                                                                                  | 8 min 36 s 44  |
| 1 500 m          | Lara Grangeon                                                                | 16 min 03 s 77 | Aurélie Muller                                                               | 16 min 18 s 72 | Lisa Pou                                                                                      | 16 min 20 s 96 |
| Papillon         |                                                                              |                |                                                                              |                |                                                                                               |                |
| 50 m             | Mélanie Henique                                                              | 25 s 05        | Marie Wattel                                                                 | 25 s 68        | Béryl Gastaldello                                                                             | 25 s 70        |
| 100 m            | Marie Wattel                                                                 | 56 s 92        | Béryl Gastaldello                                                            | 57 s 99        | Mélanie Henique                                                                               | 58 s 99        |
| 200 m            | Lara Grangeon                                                                | 2 min 07 s 69  | Cyrielle Duhamel                                                             | 2 min 11 s 09  | Alice Aubry                                                                                   | 2 min 12 s 91  |
| Dos              |                                                                              |                |                                                                              |                |                                                                                               |                |
| 50 m             | Mathilde Cini                                                                | 26 s 46        | Béryl Gastaldello                                                            | 26 s 64        | Mélanie Henique                                                                               | 26 s 75        |
| 100 m            | Béryl Gastaldello                                                            | 57 s 69        | Mathilde Cini                                                                | 58 s 01        | Louise Lefebvre                                                                               | 58 s 71        |
| 200 m            | Louise Lefebvre                                                              | 2 min 07 s 92  | Mathilde Cini                                                                | 2 min 09 s 07  | Lara Grangeon                                                                                 | 2 min 09 s 83  |
| Brasse           |                                                                              |                |                                                                              |                |                                                                                               |                |
| 50 m             | Charlotte Bonnet                                                             | 29 s 98        | Fanny Deberghes                                                              | 30 s 84        | Solène Gallego                                                                                | 31 s 03        |
| 100 m            | Fanny Deberghes                                                              | 1 min 06 s 10  | Solène Gallego                                                               | 1 min 06 s 93  | Carmella Kitching                                                                             | 1 min 07 s 92  |
| 200 m            | Fanny Deberghes                                                              | 2 min 23 s 38  | Laura Paquit                                                                 | 2 min 23 s 58  | Fantine Lesaffre                                                                              | 2 min 24 s 30  |
| 4 nages          |                                                                              |                |                                                                              |                |                                                                                               |                |
| 100 m            | Charlotte Bonnet                                                             | 58 s 67        | Béryl Gastaldello                                                            | 59 s 91        | Camille Dauba                                                                                 | 1 min 01 s 34  |
| 200 m            | Fantine Lesaffre                                                             | 2 min 07 s 67  | Cyrielle Duhamel                                                             | 2 min 10 s 29  | Camille Dauba                                                                                 | 2 min 11 s 28  |
| 400 m            | Fantine Lesaffre                                                             | 4 min 28 s 13  | Lara Grangeon                                                                | 4 min 31 s 21  | Cyrielle Duhamel                                                                              | 4 min 37 s 47  |
| Relais           |                                                                              |                |                                                                              |                |                                                                                               |                |
| 4 × 50 m         | CN Marseille Mélanie Henique Anouchka Martin Léna Bousquin Béryl Gastaldello | 1 min 37 s 84  | Dauphins du TOEC Lou Ditiere Julie Coste Alizée Morel Assia Touati           | 1 min 41 s 46  | Stade français Joana Desbordes Meghan Frouin Mathilde Chadebaud Maëlle Lecanu                 | 1 min 43 s 29  |
| 4 × 50 m 4 nages | CN Marseille Béryl Gastaldello Anouchka Martin Mélanie Henique Léna Bousquin | 1 min 48 s 27  | Canet 66 Natation Clothilde Cousson Solène Gallego Analia Pigrée Marina Jehl | 1 min 51 s 57  | AAS Sarcelles Natation 95 Camille Gheorghiu Carmella Kitching Leslie Belkacemi Ludivine Blanc | 1 min 52 s 13  |

### Mixte
| Discipline       | Médaille d'or                                                                  | Performance   | Médaille d'argent                                                                  | Performance   | Médaille de bronze                                                                    | Performance   |
| Relais           |                                                                                |               |                                                                                    |               |                                                                                       |               |
| 4 × 50 m         | CN Marseille Oussama Sahnoune Yonel Govindin Anouchka Martin Léna Bousquin     | 1 min 32 s 04 | CN Marseille Paul-Gabriel Bedel Nicolas Vermorel Mélanie Henique Béryl Gastaldello | 1 min 32 s 33 | Dauphins du TOEC Guillaume Guth Jonathan Atsu Lou Ditiere Assia Touati                | 1 min 34 s 20 |
| 4 × 50 m 4 nages | CN Marseille Paul-Gabriel Bedel Jean Dencausse Mélanie Henique Anouchka Martin | 1 min 40 s 39 | CN Marseille Béryl Gastaldello Matthias Loth Mehdy Metella Léna Bousquin           | 1 min 40 s 50 | Amiens Métropole Natation Jérémy Stravius Mathieu Rothon Naële Portecop Mathilde Jean | 1 min 42 s 13 |